# Publio Cornelio Lentulo Caudino
Publio Cornelio Lentulo Caudino  (fl. III secolo a.C.) è stato un politico romano.

## Biografia
Figlio del console Lucio Cornelio Lentulo e fratello del console Lucio Cornelio Lentulo Caudino, fu eletto console nell'anno 236 a.C. con Gaio Licinio Varo. Ad entrambi i consoli fu ordinato di dirigersi con l'esercito verso la pianura Padana per opporsi a delle tribù di Galli, che avevano attraversato le Alpi. Il pericolo fu scongiurato senza alcuno scontro da parte romana grazie alle rivalità ed alle lotte che si erano sviluppate all'interno delle stesse tribù.